# Neosimmondsia
Neosimmondsia är ett släkte av insekter. Neosimmondsia ingår i familjen ullsköldlöss.
Kladogram enligt Catalogue of Life:
| Neosimmondsia | \| \| Neosimmondsia esakii \| \| \| \| \| \| Neosimmondsia hirsuta \| \| \| \| |
|               | \| \| Neosimmondsia esakii \| \| \| \| \| \| Neosimmondsia hirsuta \| \| \| \| |
|               | Neosimmondsia esakii                                                           |
|               |                                                                                |
|               | Neosimmondsia hirsuta                                                          |
|               |                                                                                |